# Hoplistocerus dichrous
Hoplistocerus dichrous là một loài bọ cánh cứng trong họ Cerambycidae.